# Alastor darius
Alastor darius är en stekelart som beskrevs av Gusenleitner 1986. Alastor darius ingår i släktet Alastor och familjen Eumenidae. Inga underarter finns listade i Catalogue of Life.